# Jack Stohr
Pas d'image ? Cliquez ici

a Compétitions nationales et continentales officielles uniquement.

b Matchs officiels uniquement.
Leonard « Jack » Stohr (13 novembre 1889 - 25 juillet 1973) est un joueur néo-zélandais de rugby à XV. 

## Biographie
Trois-quarts polyvalent, Stohr évoluait pour Taranaki dans le championnat de provinces, et a été membre de l'équipe nationale néo-zélandaise, les All Blacks, en 1910 et 1913. Stohr a disputé 15 matchs avec les All Blacks dont trois internationaux. 
Stohr sert dans le New Zealand Medical Corps pendant la Première Guerre mondiale, au cours de laquelle il est également impliqué dans le rugby des Services en Grande-Bretagne. 
Après la guerre, il est membre de l'équipe de l'armée néo-zélandaise qui remporte la King's Cup en 1919 contre d'autres équipes de l'Empire britannique, puis fait une tournée en Afrique du Sud. Il retourne en Nouvelle-Zélande en 1919, mais déménage en Afrique du Sud l'année suivante et y réside le reste de sa vie,.